# InterPlanetary File System
InterPlanetary File System(IPFS)는 분산 파일 시스템에 데이터를 저장하고 공유하기 위한 프로토콜, 하이퍼미디어, 파일 공유 P2P 네트워크이다. IPFS는 콘텐트 어드레싱을 사용하여 IPFS 호스트에 연결하는 전역 이름공간의 개별 파일을 고유하게 식별한다.

## 같이 보기
- 프리넷